# Paracis caecilia
Paracis caecilia is een zachte koraalsoort uit de familie Plexauridae. De koraalsoort komt uit het geslacht Paracis. Paracis caecilia werd in 1996 voor het eerst wetenschappelijk beschreven door Grasshoff. 